# Traité Muñoz Vernaza-Suárez
Pour les articles homonymes, voir Muñoz, Vernazza (homonymie) et Suárez.
Le traité Muñoz Vernaza-Suárez est signé le 15 juillet 1916 entre la Colombie et le Équateur. 

## Description
Le traité Muñoz Vernaza-Suárez délimite la frontière terrestre entre les deux pays.